# The Joys of a Jealous Wife
The Joys of a Jealous Wife è un cortometraggio muto del 1913 diretto e interpretato da Maurice Costello.

## Produzione
Il film fu prodotto dalla Vitagraph Company of America.

## Distribuzione
Distribuito dalla General Film Company, il film - un cortometraggio di 150 metri - uscì nelle sale cinematografiche statunitensi il 12 agosto 1913. Il 27 novembre dello stesso anno, fu distribuito anche nel Regno Unito. Nelle proiezioni, veniva programmato con il sistema dello split reel, accorpato in un'unica bobina con un altro cortometraggio prodotto dalla Vitagraph, la commedia Bingles' Nightmare; or, If It Had Only Been True.